# Dorcadion tebrisicum
Dorcadion tebrisicum es una especie de coleóptero de la familia de los cerambícidos.

## Distribución
Se encuentra en Irán.